# 胡托里-克里沃什伊涅齊基
49°37′15″N 28°11′25″E / 49.62083°N 28.19028°E
胡托里-克里沃什伊涅齊基（烏克蘭語：Хутори-Кривошиїнецькі），是烏克蘭的村落，位於該國西南部文尼察州，由赫梅利尼克區負責管轄，面積1.8平方公里，海拔高度259米，2001年人口420，人口密度每平方公里233.33人。